# Albert Corey
Louis Albert Corey, conocido como Albert Corey (Meursault (Francia)) 1878 - Paris 1926), fue un atleta francés, ganador de dos medallas de plata en los Juegos Olímpicos de San Luis 1904, uno de ellos representando a los Estados Unidos y otro representando al Equipo Mixto, según las normas de la época.

## Biografía
Albert Coray nació en Francia en 1878, ya la edad de 25 años emigró a Estados Unidos en busca de fortuna. Desde la maratón estaba dispuesto a participar en los Juegos de San Luis pero muchos países europeos, entre ellos Francia y Gran Bretaña, había decidido no enviar delegaciones se enfrentaría a un viaje muy largo (11 horas de mar y cuarenta trenes), pero era muy caro. Así que Coray usó pasaporte en los EE. UU. para el Chicago Athletic Association en la que participa, y ocupa el puesto 2 º en la carrera para cruzar los equipos, que el COI medalla hoy le da al equipo mixto porque Coray fue el único representante extranjero en un equipo de EE. UU.
Unos días más tarde, participó en su carrera, la maratón, donde ganó la segunda medalla de plata, pero en este caso los EE. UU. es considerado como un americano más por los organizadores, que vivió en el extranjero durante más de un año, se consideraba ahora en cuenta naturalizado que no habían sido hace un par de días antes de la carrera en la cruz.